# Weißbart-Schattenkolibri
Der Weißbart-Schattenkolibri (Phaethornis hispidus) oder Weißbarteremit ist eine Vogelart aus der Familie der Kolibris (Trochilidae), die in Kolumbien, Venezuela, Ecuador, Peru und Brasilien vorkommt. Der Bestand wird von der IUCN als „nicht gefährdet“ (Least Concern) eingeschätzt.

## Merkmale
Der Weißbart-Schattenkolibri erreicht eine Körperlänge von etwa 13,0 bis 14,0 cm bei einem Gewicht von ca. 4,0 bis 6,0 g. Der Oberkopf, die Wangen und die Halsseiten sind graubraun, der Rücken und die Flügeldecken bronzegrün. Der Überaugen-, der Bart- und der Kinnstreif, sowie die Bauchmitte sind weißlich bzw. mehr oder minder grauocker verwaschen. Die Flügel sind schwärzlich purpurn. Die schwärzlichen Schwanzfedern haben weiße Spitzen. Die mittleren Steuerfedern sind an den Wurzeln grünlich und haben lange weiße Spitzen. Der Oberschnabel ist schwarz, der Unterschnabel gelb mit schwarzer Spitze. Die Füße sind braun. Die Unterschwanzdecken haben graue Säume. Das Weibchen hat kürzere Flügel und einen etwas gebogeneren Schnabel. Jungvögel unterscheiden sich durch ockerfarbene Säume an den Unterschwanzdecken.

## Verhalten und Ernährung
Der Weißbart-Schattenkolibri ernährt sich wie andere Kolibris von Nektar. Ebenso ernährt er sich von kleinen Arthropoden. Als sogenannter Trapliner fliegt er regelmäßig in rascher Folge ganz bestimmte verstreute Blüten an.

## Fortpflanzung
Die Brutzeit ist nur örtlich bekannt. Aus Kolumbien gibt es Berichte über Brutaktivitäten im Juni. Daten über Gonadenaktivitäten weisen darauf hin, dass der Weißbart-Schattenkolibri in Kolumbien im Juni, August und von Dezember bis April, in Ecuador im Dezember, in Peru von Juli bis Dezember und in Bolivien von Juli bis September brütet. Das kegelförmige Nest befestigen die Weißbart-Schattenkolibris an der Unterseite eines langen hängenden Blattes. Das Gelege besteht aus zwei weißen Eiern. Nach 20 bis 22 Tagen werden die Nestlinge flügge.

## Lautäußerungen
Der Gesang besteht aus einer fortgesetzten Serie heller siip-Töne, die der Vogel in einer Frequenz von einem Ton pro 1,5 Sekunden von sich gibt. Oft sammeln sich Weißbart-Schattenkolibris an Leks, wo die Männchen auf niedrigen Ästen im Unterholz singen. Der Ruf klingt hier wie ein kurzes explosives pip.

## Verbreitung und Lebensraum

Verbreitungsgebiet (grün) des Weißbart-Schattenkolibris

Der Weißbart-Schattenkolibri bevorzugt die feuchten Tieflandgebiete meist in überflutetem Habitat. So bewegt er sich an Flüssen, in Várzea und Übergangswäldern. Seltener ist er in Sekundärvegetation, Helikonien- bzw. Bambus-Dickicht, Sumpfwäldern und Plantagen anzutreffen. Außerhalb der feuchten Tieflandgebiete findet man ihn in eher feuchten Gebieten wie Galeriewäldern, Campos cerrados, Llanos und laubabwerfenden Wäldern. Sein Vorkommen ist hauptsächlich in den Tiefebenen, doch wurde er in den peruanischen Anden auch in Höhenlagen bis 1200 Meter gesichtet.

## Unterarten
Die Art gilt als monotypisch. Trochilus Oseryi Bourcier & Mulsant, 1852 und Phaethornis villosus Lawrence, 1858 sind Synonyme zur Nominatform.

## Migration
Das Zugverhalten des Weißbart-Schattenkolibris ist bisher nicht erforscht.

## Etymologie und Forschungsgeschichte
Die Erstbeschreibung des Weißbart-Schattenkolibris erfolgte 1846 durch John Gould unter dem wissenschaftlichen Namen Trochilus hispidus. Die Typusexemplare stammten aus Peru. 1827 führte William Swainson die Gattung Phaethornis für den Langschwanz-Schattenkolibri (Phaethornis superciliosus (Linnaeus, 1766)) ein.
Der Begriff Phaethornis leitet sich aus den griechischen Wörtern φαέθων phaéthōn für „leuchtend, strahlend“ und ὄρνις órnis für „Vogel“ ab. Der Artname hispidus ist das lateinische Wort für „haarig, stoppelig, struppig“. Oseryi ist Vicomte Alexandre Victor Eugène Hulot d’Osery (1818–1846) gewidmet. Villosus leitet sich von villus für „Strubbelhaar“ ab.